# Giza (herb szlachecki)
Giza (Giese, Gieża, Gisse) – polski herb szlachecki z nobilitacji.

## Opis herbu
Na tarczy dzielonej w pas, w polu górnym, srebrnym lew skaczący czerwony; w polu dolnym, zielonym, rzeka srebrna.
Na hełmie w koronie, klejnot – lew jak w godle.
Labry – czerwone podbite srebrem.
Juliusz Karol Ostrowski opisuje herb inaczej:
W polu srebrnym lew czerwony w lewo, pod którym trzy rzeki – jedna srebrna między dwiema błękitnymi. Ostrowski wymienia też odmiany tego herbu:
Giza II – Jak powyżej, tylko dwie rzeki błękitne. Tadeusz Gajl podaje Gizę II jako inny herb.
Giza III (Gizowski) – Lew w prawo, nad trzema pasami błękitnymi.

## Najwcześniejsze wzmianki
Nadany 16 lutego 1519 Tidemanowi Gizie, kanonikowi warmińskiemu, jego braciom i siostrom.

## Herbowni
Fossowicz, Gisse, Giza, Giżynowski, Kobosko, Koboszka, Koboszko, Luceński, Nowowiejski, Taubneker, Tumberg.